# Galbula
Galbula är ett släkte i familjen jakamarer inom ordningen jakamar- och trögfåglar. Släktet omfattar tio arter som förekommer från södra Mexiko till Amazonområdet:
- Gulnäbbad jakamar (G. albirostris)
- Blåhalsad jakamar (G. cyanicollis)
- Rödstjärtad jakamar (G. ruficauda)
- Grönstjärtad jakamar (G. galbula)
- Kopparjakamar (G. pastazae)
- Vithakad jakamar (G. tombacea)
- Blåpannad jakamar (G. cyanescens)
- Purpurjakamar (G. chalcothorax)
- Bronsjakamar (G. leucogastra)
- Paradisjakamar (G. dea)